# Iglesia de Santo Tomás Apóstol (Aveinte)
La iglesia de Santo Tomás Apóstol es un edificio situado en la localidad española de Aveinte, en la provincia de Ávila.

## Descripción
El edificio se encuentra en la localidad española de Aveinte, perteneciente a la provincia de Ávila, en la comunidad autónoma de Castilla y León. Se menciona como iglesia parroquial del lugar en el tercer volumen del Diccionario geográfico-estadístico-histórico de España y sus posesiones de Ultramar de Pascual Madoz, donde aparece descrita con las siguientes palabras: «igl. parr. dedicada á Sto. Tomás Apóstol, de curato perpetuo en oposicion, á la cual se agregó provisionalmente como aneja en el año 1843 la igl. del inmediato l. de Muño-yerro y sus cas. de Sisgudos y Mingo Blasco».